# Маккенна, Шарлин
Шарли́н Ли Макке́нна (англ. Charlene Lee McKenna, ирл. Searlaoin Nic Chionaoith, род. 26 марта 1984, Гласлау) — ирландская актриса.

## Карьера
Маккенна впервые вышла на сцену в одиннадцать лет, сыграв небольшую роль в мюзикле «Оклахома!» в Молодёжном театре Монахана. Она изучала религию и музыку в Институте образования Матер Деи в Дублине. Первой ролью актрисы на экране стала Дженнифер Джексон шести эпизодах сериала «Мыльная опера» в 2005 году.
Маккенна уже сыграла в нескольких ирландских телевизионных шоу, включая телесериалы «Ссадина», «В одиночку» и «Информаторы», когда в 2007 году получила роль в двухчасовом фильме о диккенсовском периоде телеканала ITV под названием «Лавка древностей». Фильм снимался в Дублине, а её коллегами стали Тоби Джонс, Дерек Джекоби, Брэдли Уолш, Зои Уонамейкер, Мартин Фримен, Стив Пембертон, Анна Маделей и Джина Макки.
В 2007 году она снялась в роли Сары в короткометражке Люка Макмануса, которая была показана на ирландских кинофестивалях и выиграла несколько наград. В 2008 году Маккена появилась во втором эпизоде второго сезона сериала «В одиночку», в котором Джек Дрисколл расследовал исчезновение двухлетнего сына её героини Элиш. Её актёрская игра была охарактеризована как „выдающаяся“.
Вторая серия первого сезона «Информаторов», основанная на реальных событиях конца 1970-х годов (скандал с гинекологом Майклом Нири, работавшим в больнице города Дроэда в графстве Лаут), вышла в эфир в августе 2008 года. Маккенна сыграла Карен, молодую мать, которой после родов была проведена ненужная гистерэктомия. Эмма Стэнсфилд сыграла медсестру, которая стала информатором. В 2009 году Маккенна сыграла роль Полы Эббот во второй серии четвёртого сезона «Карателя».
Для роли в «Ссадине» Маккенну раздели догола для сцены первого плана в четвёртом эпизоде. Актриса осталась довольна отсутствием жалоб от зрителей об этой откровенной сцене, по всей видимости считая это признаком растущей терпимости ирландской аудитории. Она сыграла молодую шеф-повара Джоджо Харт в 28-ми эпизодах сериала. Маккенна покинула шоу в финальном эпизоде пятого сезона в 2013 году.
Маккенна также появилась в фильме «Дороти Миллс», который был выпущен в 2008 году, в роли Мэри Макмахон.
Она почти получила роль Холли Кантрелл в фильме «Затерянный мир» с Уиллом Ферреллом. Несмотря на встречу с режиссёром, роль была отдана Анне Фрил.
В 2011 году Маккенна появилась в сериале «Сирены» канала Channel 4 в роли Энджи. В 2011 году она сыграла злодейку Ламию одноимённом эпизоде четвёртого сезона сериала «Мерлин» на BBC. В культовом сериале «Плохие» она снялась в роли мёртвой девушки Сета, Шэннон Спирс, в 2011 году. С 2012 по 2016 год Маккенна играла роль проститутки Роуз Эрскин в телесериале BBC One «Улица потрошителя». В 2013 году она появилась в одном из эпизодов телесериала «Молокососы» в роли Мэдди.

## Личная жизнь
Обручилась с американским актёром Адамом Ротенбергом в 2019 году. Они поженились в январе 2021 года в замке Лесли рядом с родным городом Маккенны. Маккенна делит время между Монаханом, Нью-Йорком и Лондоном.

## Избранная фильмография
| Год  |   | Русское название | Оригинальное название | Роль  |
| ---- | - | ---------------- | --------------------- | ----- |
| 2013 | с | Молокососы       | Skins                 | Мэдди |